# Dalmau
Dalmau é uma cidade e uma nagar panchayat no distrito de Rae Bareli, no estado indiano de Uttar Pradesh.

## Geografia
Dalmau está localizada a 26° 04′ N, 81° 02′ L. Tem uma altitude média de 115 metros (377 pés).

## Demografia
Segundo o censo de 2001, Dalmau tinha uma população de 8968 habitantes. Os indivíduos do sexo masculino constituem 52% da população e os do sexo feminino 48%. Dalmau tem uma taxa de literacia de 63%, superior à média nacional de 59.5%: a literacia no sexo masculino é de 72% e no sexo feminino é de 53%. Em Dalmau, 14% da população está abaixo dos 6 anos de idade.